# Hung Yen (provincie)
Hung Yen (vietnamsky Hưng Yên) je provincie na severu Vietnamu. Žije zde okolo 1,5 milionu obyvatel, hlavní město je Hung Yen.

## Geografie
Provincie leží v deltě Rudé řeky, je zde typické tropické nížinatté podnebí bez hor a vrcholů. Region je úrodný, a proto se zde ve velkém pěstuje rýže. Sousedí s provinciemi Bao Ninh, hlavním městem Hanojí, Ha Tay, Ha Nam, Thai Binh a Hai Duong.